# Guizhou
La provincia del Guizhou è una provincia sud-occidentale della Repubblica Popolare Cinese. Guiyang è il capoluogo provinciale. Il nome deriva da 贵 guì - Montagne di Gui e 州 zhōu  - zhou (prefettura).

## Storia
Il territorio del Guizhou, conosciuto da migliaia di anni, cadde sotto il dominio cinese e divenne una provincia durante il periodo della Dinastia Ming.  Alla conquista cinese seguirono migrazioni di massa da diverse province tra le quali la provincia del Sichuan e dell'Hunan.
Durante la Dinastia Qing numerose furono le rivolte del popolo Miao, gli abitanti originari del Guizhou.

## Geografia fisica
La provincia del Guizhou confina a nord con la provincia del Sichuan e la municipalità di Chongqing; a ovest con la provincia dello Yunnan; a sud con la provincia del Guangxi; a est con la provincia dell'Hunan. 
Il territorio è prevalentemente montuoso con pianure ad est e sud e rilievi collinari nella parte occidentale della provincia.
Le città della provincia sono:
- Guiyang
- Anshun
- Congjiang
- Zunyi
- Chishui
- Renhuai
- Duyun
- Lupanshui

Il clima è subtropicale umido e pochi sono i cambiamenti stagionali. La temperatura media è di circa 10-20 °C. Le temperature di gennaio oscillano tra 1-10 °C; quelle di luglio tra 17-28 °C.

### Suddivisione amministrativa
Mappa della suddivisione amministrativa della provincia di Guizhou
| Mappa | #                         | Nome                   | Hanzi                               | Hanyu Pinyin          | Amministrazione     | Tipo |
| ----- | ------------------------- | ---------------------- | ----------------------------------- | --------------------- | ------------------- | ---- |
|       |                           |                        |                                     |                       |                     |      |
| 1     | Bijie                     | 毕节地区               | Bìjíe Dìqū                          | Bijie Città           | Prefettura          |      |
| 2     | Zunyi                     | 遵义市                 | Zūnyì Shì                           | Honghuagang Distretto | città-prefettura    |      |
| 3     | Tongren                   | 铜仁地区               | Tóngrén Dìqū                        |                       | città-prefettura    |      |
| 4     | Liupanshui                | 六盘水市               | Liùpánshuǐ Shì                      | Zhongshan Distretto   | città-prefettura    |      |
| 5     | Anshun                    | 安顺市                 | Ānshùn Shì                          | Xixiu Distretto       | città-prefettura    |      |
| 6     | Guiyang                   | 贵阳市                 | Guìyáng Shì                         | Yunyan Distretto      | città-prefettura    |      |
| 7     | Qianxinan (Buyei e Miao)  | 黔西南布依族苗族自治州 | Qiánxī'nán Bùyīzú Miáozú Zìzhìzhōu  | Xingyi                | Prefettura autonoma |      |
| 8     | Qiannan (Buyei e Miao)    | 黔南布依族苗族自治州   | Qiánnán Bùyīzú Miáozú Zìzhìzhōu     | Duyun                 | prefettura autonoma |      |
| 9     | Qiandongnan (Miao e Dong) | 黔东南苗族侗族自治州   | Qiándōngnán Miáozú Dòngzú Zìzhìzhōu | Kaili                 | prefettura autonoma |      |

## Economia
La provincia del Guizhou è relativamente povera e sottosviluppata se confrontata con le province della costa cinese.
Il PIL nominale del 2003 era di circa 135,6 miliardi di renminbi. Il reddito pro capite ammontava a 3568 renminbi, il più basso tra tutti i redditi delle province della Repubblica Popolare Cinese.
Rilevanti sono le attività economiche legate allo sfruttamento di gomma e legname e all'estrazione di minerali come: carbone, gesso, arsenico, scisti bituminosi.

### Turismo
Il paesaggio della provincia è caratterizzato da molti ponti coperti,  i ponti del vento e della pioggia, costruiti dalla minoranza Dong.
La cascata di Huangguoshu è la più grande cascata della Repubblica Popolare Cinese.
Città turistica caratterizzata dai bei paesaggi della città.

## Società

### Evoluzione demografica
Il Guizhou è una delle province con il più alto numero di minoranze etniche che costituiscono il 37% del totale della popolazione della provincia. Tra le minoranze vi sono: Yao, Miao, Yi, Qiang, Dong, Zhuang, Buyi, Bai, Tujia, Gelao e Shui. Il 55,5% del territorio è amministrato da regioni autonome create per i vari gruppi etnici della provincia.

## Cultura
La Zhongguo Guizhou Maotai Jiuchang è una distilleria della provincia del Guizhou che produce il liquore Maotai, la bevanda alcolica più conosciuta della Cina.